# ジェイムズ・ダグラス (第14代モートン伯爵)

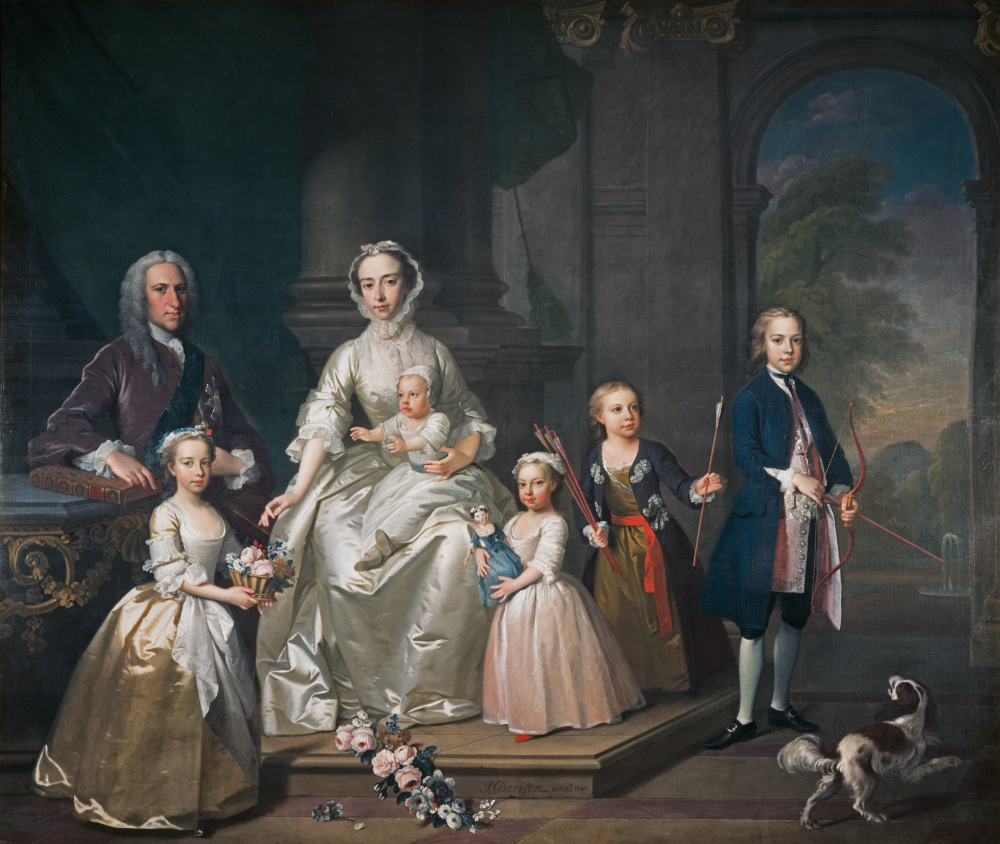
第14代モートン伯爵ジェイムズ・ダグラスとその家族の肖像画(ジェレミア・デヴィソン画)

第14代モートン伯爵ジェイムズ・ダグラス（英語: James Douglas, 14th Earl of Morton, KT, PRS、1702年 - 1768年10月12日）は、イギリス・スコットランドの貴族。

## 経歴
1702年、スコットランド貴族第13代モートン伯爵ジョージ・ダグラスとその後妻フランシス（旧姓アダレイ）の間の長男としてスコットランド・エディンバラで生まれる。
ケンブリッジ大学キングス・カレッジで学び、1722年にマスター・オブ・アーツの学位を取得。
1738年1月4日に父が死去し、第14代モートン伯爵位を継承した。
1739年から1768年の死去までスコットランド貴族の貴族代表議員として貴族院議員に列した。議員としての所属政党はホイッグ党だった。また1761年から1768年の死去にかけて選挙名簿管理長官を務めた。1746年に訪仏しているが、ジャコバイトに傾倒したためとみられる。
30年ほど王立協会フェロー(FRS)を務めた後、1764年から王立協会会長を務める。大英博物館の最初の評議員でもあった。またフリーメイソンリーであり、1739年から1740年にかけてスコットランド・グランドロッジのグランドマスター、ついで1741年から1742年までイングランド・首位グランドロッジのグランドマスターを務めた。
1768年10月12日に死去した。爵位は息子のショルトが継承した。

## 栄典

### 爵位
- 1738年1月4日、第14代モートン伯爵 (14th Earl of Morton) (1458年創設スコットランド貴族爵位)[4][5]

### 勲章
- 1738年、シッスル騎士団(勲章)ナイト(KT)[4]

## 家族
1731年以前にアガサ・ハリーバートンと結婚し、彼女との間に5男3女を儲けるが、次男ショルト・チャールズ・ダグラス以外の男子は全員早世し、ショルトが第15代モートン伯爵位を継承する。女子のうち三女メアリーは第4代アボイン伯爵チャールズ・ゴードンと結婚した。
1748年にアガサと死別し、1750年に第2代準男爵サー・ジョン・ヒースコートの娘ブリジットと再婚。彼女との間に男子ジョン・ダグラスを儲ける。このジョンの息子が17代モートン伯爵位を継承するジョージ・ダグラスである。